# 岡田功 (弁護士)
岡田 功（おかだ いさお）は小室・岡田法律事務所に所属する弁護士。出身地は茨城県取手市。

## 経歴
- 1991年
  - 早稲田大学法学部卒業
- 1994年
  - 最高裁判所司法修習生（第48期）
- 1996年
  - 東京地検検事任官
  - 以後、千葉地検、山口地検下関支部、東京地検、横浜地検、宇都宮地検栃木支部、東京地検、仙台地検に順次勤務
  - その間、1999年、2003年～2004年において、東京地検特捜部（財政経済係）に配属
- 2006年
  - 弁護士登録（東京弁護士会）
- 2012年
  - 日弁連代議員　東京弁護士会常議員